# Marcell Jacobs
Lamont Marcell Jacobs (* 26. září 1994 El Paso) je italský sprinter. 
Na olympijských hrách v Tokiu, které se konaly roku 2021, vyhrál sprint na 100 metrů, a to v novém evropském rekordu (9,8 sekundy). Nečekané vítězství poměrně málo známého atleta, po třech dekádách prvního Evropana a prvního Itala v historii, bylo senzací olympiády. Podílel se v Tokiu též na vítězství italské štafety na 4x100 metrů. Jeho předchozím největším mezinárodním úspěchem byl titul halového mistra Evropy ve sprintů na 60 metrů z toruňského šampionátu na jaře 2021. Je též šestinásobným mistrem Itálie ve sprintu na 100 metrů.
V roce 2022 vyhrál v Bělehradě halové mistrovství světa na 60 metrů, když v těsném závěru o 3 tisíciny porazil Christiana Colemana z USA.
V minulosti se věnoval více skoku do dálky, stal se v této disciplíně trojnásobným mistrem své země. Na italském šampionátu do 23 let v roce 2016 vytvořil svůj osobní rekord 8,48 metru a měl se zúčastnit ve skoku dalekém olympiády v Riu, v čemž mu ale nakonec zabránilo zranění. V roce 2019 se pak rozhodl přeorientovat na sprint a věnovat se mu výhradně.
Narodil se ve Spojených státech a má i americké občanství, nicméně identifikuje se výhradně jako Ital a neovládá ani angličtinu. Narodil se italské matce a americkému otci, který však rodinu opustil a matka se vrátila do Itálie. Vztah s otcem byl kvůli tomu dlouho napjatý, ale smířili se v roce 2020. Podle Jacobse mu to přineslo vnitřní klid a bylo rozhodujícím faktorem v jeho schopnosti vyhrát olympiádu.